# Ерґессоо
Е́рґессоо, або Ки́ртсісоо, (ест. Ärgessoo järv, Ärgesoo järv, Kõrtsisoo järv) — природне озеро в Естонії, у волості Ляене-Сааре повіту Сааремаа.

## Розташування
Ерґессоо належить до Західно-острівного суббасейну Західноестонського басейну.
Озеро лежить на схід від села Муллуту.
Акваторія водойми входить до складу заказника  Муллуту-Лооде (Mullutu-Loode hoiuala).

## Опис
Загальна площа озера становить 4,1 га. Довжина — 250 м, ширина — 200 м. Найбільша глибина — 0,5 м. Довжина берегової лінії — 1 159 м.